# Sailana
Sailana is een nagar panchayat (plaats) in het district Ratlam van de Indiase staat Madhya Pradesh. 

## Demografie
Volgens de Indiase volkstelling van 2001 wonen er 10.903 mensen in Sailana, waarvan 52% mannelijk en 48% vrouwelijk is. De plaats heeft een alfabetiseringsgraad van 75%. 